# Joseph Ignatius Shanahan
Joseph Ignatius Shanahan, in religione Saverio (Glenkeen, 6 giugno 1871 – Nairobi, 25 dicembre 1943), è stato un missionario e vescovo cattolico irlandese, membro della Congregazione dello Spirito Santo, primo vicario apostolico della Nigeria Meridionale e fondatore delle suore missionarie di Nostra Signora del Santo Rosario.

## Biografia
Nato nella contea di Tipperary, abbracciò la vita religiosa nella congregazione dello Spirito Santo e compì gli studi in Francia.
Emise la professione religiosa nel 1897 e il 22 aprile 1900 fu ordinato prete a Dublino.
Ricoprì inizialmente la carica di decano per la disciplina nel Rockwell College e nel 1902 scelse di partire per le missioni spiritane in Nigeria.
Nel 1905 fu nominato prefetto apostolico del Niger inferiore: coadiuvato da soli 12 sacerdoti e da una rete di scuole e di catechisti, riuscì con numerosi sforzi a formare una comunità cattolica.
Fu eletto vescovo titolare di Abila di Lisania e nominato primo vicario apostolico della Nigeria meridionale: fu consacrato il 6 giugno 1920.
Il suo appello rivolto nel 1920 agli studenti del seminario nazionale irlandese di Maynooth per le missioni della Nigeria suscitò tra gli studenti un ideale missionario che, anni dopo, portò alla fondazione della Società di San Patrizio per le missioni estere.
Nel 1924, per sopperire alla mancanza di religiose, fondò la congregazione delle suore missionarie di Nostra Signora del Santo Rosario.
Lasciò la guida del vicariato apostolico nel 1931 e morì nel 1943 a Nairobi: nel 1956 i suoi resti furono traslati a Onitsha e sepolti nella cattedrale cittadina.

## Genealogia episcopale e successione apostolica
La genealogia episcopale è:
- Cardinale Scipione Rebiba
- Cardinale Giulio Antonio Santori
- Cardinale Girolamo Bernerio, O.P.
- Arcivescovo Galeazzo Sanvitale
- Cardinale Ludovico Ludovisi
- Cardinale Luigi Caetani
- Cardinale Ulderico Carpegna
- Cardinale Paluzzo Paluzzi Altieri degli Albertoni
- Papa Benedetto XIII
- Papa Benedetto XIV
- Papa Clemente XIII
- Cardinale Giovanni Carlo Boschi
- Cardinale Bartolomeo Pacca
- Papa Gregorio XVI
- Cardinale Castruccio Castracane degli Antelminelli
- Cardinale Paul Cullen
- Arcivescovo Thomas William Croke
- Vescovo Denis Kelly
- Vescovo Joseph Ignatius Shanahan, C.S.Sp.

La successione apostolica è:
- Arcivescovo Charles Heerey, C.S.Sp. (1927)